# Roger Douglas
Sir Roger Owen Douglas (* 5. prosince 1937 Auckland, Nový Zéland) je bývalý novozélandský politik. Sloužil jako ministr ve dvou labouristických vládách. Známým se stal především pro svou prominentní roli při radikální restrukturalizaci novozélandské ekonomiky v 80. letech. Politika čtvrté labouristické vlády tehdy dostala název „Rogernomics“ (Rogernomika).
V letech 1969 až 1990 byl labouristickým poslancem. V době jeho působení na postu ministra financí (1984 až 1988) zavedla vláda plovoucí kurz novozélandského dolaru, prosazovala korporátní postupy ve státních službách, rozprodávala státní aktiva a odstranila řadu předpisů a regulací. Někteří příznivci labouristické strany považovali Douglasovu ekonomickou politiku za zradu levicového programu a výše zmíněné kroky byly u veřejnosti a řadových straníků velmi nepopulární. Jeho podporovatelé naopak tyto reformy obhajovali jako nezbytné pro oživení ekonomiky, jež byla za Muldoona z New Zealand National Party tvrdě regulována (Muldoon byl ministrem financí v letech 1975 až 1984). V důsledku svého návrhu rovné daně se Douglas dostal do konfliktu s premiérem Davidem Langem a nakonec rezignoval na svůj post ministra financí. Když byl Douglas v roce 1989 do kabinetu znovu zvolen, Lange sám rezignoval na post premiéra, čímž vyjádřil demisi labouristické vlády.
V roce 1993 založili Roger Douglas a Derek Quigley Sdružení spotřebitelů a daňových poplatníků (předchůdce strany ACT New Zealand) jako platformu pro další šíření svých politických názorů. V roce 2008 se Douglas vrátil do parlamentu jako řadový poslanec za ACT, aby nakonec politiku opustil roku 2011.

## Mládí a počátky kariéry
Douglas se narodil 5. prosince 1937 v Aucklandu. Jeho rodina měla silné vazby na odborová hnutí a aktivně se angažovala v politice. Jeho dědeček William Anderton byl ministrem vnitra v druhé labouristické vládě v letech 1957–1960 a zřídil Radu umění. Jeho otec Norman Vazey Douglas (1910–1985), bývalý odborový tajemník, sloužil jako poslanec pro Auckland Central v letech 1960–1975 a jako opoziční mluvčí pro práci, vzdělávání a sociální zabezpečení v letech 1967–1972. Rogerův bratr Malcolm Douglas byl krátce labouristickým členem parlamentu (1978–1979).
Vysokoškolský titul z účetnictví získal Douglas na Auckland University College v roce 1957  a v roce 1961 se přestěhoval do Mangere, kde se stal předsedou výboru voličů Labouristické strany v Manukau. V roce 1963 také působil jako vedoucí kampaně úspěšného labouristického kandidáta Colina Moyla.

## Politická kariéra
Již s jistou zkušeností z místní samosprávy začal Douglas svou kariéru v celostátní politice, když vyhrál parlamentní volby a stal se labouristickým poslancem. Od roku 1969 do roku 1978 působil jako poslanec za Manukau a od roku 1978 do roku 1990 za Manurewu.

### Vládní ministr (1972–1975)
Labouristé pod vedením Normana Kirka vyhráli volby v roce 1972 a jejich poslanecký klub zvolil tehdy čtyřiatřicetiletého Douglase do pozice ministra. Douglas se tak stal nejmladším ministrem vlády za 50 let.
V této třetí labouristické vládě působil Douglas jako generální ředitel pošty a ministr pro vysílání až do Kirkovy nečekané smrti v roce 1974. Kirkův nástupce Bill Rowling pak Douglase jmenoval ministrem pro bydlení . Ministrem pro vysílání zůstal až do roku 1975, kdy byl tento úřad zrušen. Ministrem pro bydlení a ministrem cel byl až do porážky Labouristické strany Národní stranou pod vedením Roberta Muldoona ve volbách v roce 1975.
Douglas byl sice nejmladším členem kabinetu, ale brzy si získal uznání svou tvrdou prací a schopnostmi. Jeho jmenování ministrem pro bydlení v roce 1974 mu vyneslo veřejné uznání jako talentu kabinetu. Jednalo se o významné a z politického hlediska citlivé portfolio.
Také byl nadšeným propagátorem vládních plánů povinného příspěvkového systému penzijního připojištění, které by doplnilo systém starobních důchodů. Jistou formu povinného připojištění obsahoval již jeho návrh zákona z roku 1972, kdy ještě působil v opozici. V kabinetu byli Rowling, tehdejší ministr financí, a Douglas do značné míry odpovědní za white paper z roku 1973, který stanovil návrhy vlády na penzijní připojištění. Kromě zvýšení individuální rezervy na odchod do důchodu měl být tento plán rovněž zdrojem kapitálu pro investice do domácí ekonomiky. Toto schéma vešlo v platnost v podobě novozélandského zákona o penzijním připojištění z roku 1974.

### Opozice (1975–1984)
Vlivem neuspokojivých hospodářských výsledků, přehmatů a skandálů ztráceli v letech 1972 – 1975 labouristé důvěru stran kompetence při správě národního hospodářství. Douglas tvrdil, že přístup Labouristické strany k hospodářské politice byl roztříštěný a založený na nerealistických slibech. Rovněž věřil, že vedení strany zasluhuje oživení a podpořil neúspěšnou kandidaturu Davida Langeho na vedení strany v roce 1980. V neformální politice labouristů se Douglas stal členem takzvané „Fish and chip brigády“ která sdružovala Rowlingovy přední protivníky. Zde Douglas našel nejbližší spolupracovníky v Richardovi Prebblem, Mikovi Moorovi a Michaelu Bassettovi.  David Lange v té době podporoval Douglasův přístup k ekonomickým otázkám coby novátorský  a po svém jmenování lídrem Labouristické strany učinil Douglase tiskovým mluvčím pro finanční otázky. Ačkoli sám Douglas se tehdy těšil pověsti radikála, jeho ekonomické myšlení bylo stále ukotveno v keynesiánském přístupu. Na konci roku 1983 se však posunulo výrazně doprava.

### Ministr financí (1984–1988)
Labouristé se vrátili k moci po volbách v roce 1984. Jednalo se o čtvrtou labouristickou vládu Nového Zélandu. Lange se stal předsedou vlády a Douglas ministrem financí . Na žádost Douglase jmenoval Lange dva přidružené ministry financí: Davida Caygilla, který byl zároveň ministrem obchodu a průmyslu, a Richarda Prebbleho, který byl zároveň ministrem dopravy. Douglas a jeho přidružení ministři dostali přezdívku „Trojka státní pokladny“ nebo jen „Trojka“.
Odstupující vláda provedla krátce po volbách Douglasem podporovanou devalvaci. Představitelé státní pokladny a rezervní banky byli tehdy toho mínění, že devalvace je jediný způsob, jak zastavit měnovou krizi, která následovala po oznámení předčasných voleb.
Za nestabilního politického klimatu v období okolo předčasných voleb a měnové krize měl Douglas v kabinetu silné postavení. Lange uvedl v roce 1986, že hospodářské a politické klima v roce 1984 Douglasovi poskytlo vliv, který by neměl, kdyby byla vláda zvolena v listopadu 1984 a předložila svůj první návrh rozpočtu v červnu 1985. „Když krize v červenci 1984 zasáhla, byl to právě především Roger Douglas, kdo se zamyslel nad ekonomickými otázkami. Proto když kabinet potřeboval přehodnotit ekonomickou filozofii, Douglas hned jednu měl.“
Labouristická strana během volební kampaně slíbila „ukázat karty“, čímž z velké části narážela na Muldoonův údajně tajný a ad hoc přístup k ekonomickému řízení. Douglas k věci přistoupil tak, že souhlasil se zveřejněním briefingu ministerstva financí pro nadcházející vládu pod názvem Řízení hospodářství.
Douglas trval na tom, že současná hospodářská politika je výsledkem plánu, který vytvořil už v roce 1980 a nikoli reakcí na krizi. Tím vystavil vládu nařčením z nepoctivosti.
Samotný rozpočet na rok 1984 byl radikálním odklonem od zavedeného přístupu labouristů k ekonomice. Douglas reagoval na kritiku, že vládní záměry nebyly voličům vyjasněny tím, že řekl, že celý svůj program vyložil Radě vlády, která podle něj pochopila a schválila jeho záměry. Tvrdil, že podrobnosti nebyly zpřístupněny veřejnosti, protože ta by nebyla schopna je pojmout v tak krátkém čase.
Rozpočet nebyl téměř nijak poplatný programu Labouristické strany. Jeho obsah naopak souhlasil s pohledem ministerstva financí stanoveným v Řízení hospodářství. Douglas dospěl definitivně ke shodě s ministerstvem financí v roce 1985. Mezi kroky státní pokladny přijaté vládou, které nebyly oznámeny před volbami v roce 1984, patřilo zavedení všeobecné daně ze spotřeby, plovoucí dolar (čemuž Douglas oponoval až do roku 1984) a korporativizaci obchodních aktivit vlády. Tyto kroky byly oznámeny na konci roku 1985.
Pohled ministerstva financí na hospodářskou politiku byl neoklasický a monetaristický a jako základ pro jeho rozhodování sloužila komerční kritéria. Douglas si nepřipouštěl, že by jej tyto názory řadily na pravou stranu politického spektra. Trval na tom, že sociální cíle vlády byly stejné jako cíle první labouristické vlády a že změněné okolnosti vyžadovaly, aby strana k dosažení svých cílů použila odlišné ekonomické prostředky. Hájil ministerstvo financí proti obviněním, že jeho doporučení byla v rozporu s politikou Labouristické strany a tvrdil, že jeho úlohou bylo poskytovat tato doporučení na základě zájmů národa jako celku. Podle jeho názoru ministerstvo financí nemělo povinnost pomáhat vládě při implementaci jejího programu. Naopak, jeho povinností bylo radit ministrovi způsobem prostým stranické politiky nebo ideologie.
Termín „ Rogernomika“ se používal nejméně od roku 1985 jako zkratka pro politiku hospodářské reformy čtvrté labouristické vlády. Douglasova obliba u veřejnosti v té době rostla a zejména v rámci podnikatelské komunity získal pro vládu širokou podporu.
Po vítězství Labouristů ve všeobecných volbách v roce 1987 byl Douglas opětovně jmenován do čela resortu financí, kde zůstal do prosince 1988. Toto jeho druhé funkční období bylo poznamenáno postupně se prohlubujícím konfliktem s premiérem Langem, který vyústil v Douglasovu rezignaci k 14. prosinci 1988. Sám Lange ve straně ale necítil dostatečnou podporu a rezignoval v srpnu 1989 poté, co se strana vyslovila pro Douglasův návrat do čela resortu financí.

### Pozdější kariéra
Langův nástupce Geoffrey Palmer nevrátil Douglase zpět do čela ministerstva financí. Místo toho jej jmenoval ministrem policie a ministrem pro imigraci. Roku 1990 Douglas nekandidoval v parlamentních volbách, které jeho strana prohrála. Nová ministryně financí Ruth Richardson ale vedla resort v podobném duchu.

### ACT New Zealand
Roku 1993 založil Douglas spolu se Derekem Quigleyem Asociaci spotřebitelů a daňových poplatníků. Původním úmyslem bylo vytvořit jakousi nátlakovou skupinu za účelem podpory Douglasovy hospodářské politiky. Krátce poté, roku 1996, nicméně přešla celá zamě na tzv. MMP systém (Mixed-member proportional representation), který favorizoval malá uskupení a činil pro ně snazším dostat se do parlamentu. Douglasův projekt se tedy stal politickou stranou pod názvem ACT New Zealand. Program vzniknuvší strany byl založen na Douglasem právě dokončené knize Unfinished Business. Sám Douglas stranu krátce vedl, brzy ale přenechal vedení Richardu Prebblemu. Stranu sice nadále podporoval, brzy se ale stal i jejím kritikem, když její představitele vinil z populismu. Roku 2004 se ze strany stáhl úplně. Roku 2008 však členství obnovil a brzy dokonce oznámil záměr kandidovat ve všeobecných volbách téhož roku. Nakonec se skutečně stal znovu poslancem. Důvěra vlády Johna Keye se opírala i o jeho hlas, místo v kabinetu však nedostal, ačkoli si to přál. Dne 18. února 2011 Douglas oznámil, že na konci volebního období opustí politiku. Dne 29. září přednesl u příležitosti svého odchodu v parlamentu svůj poslední projev.

## Kariéra mimo politiku
V době své nepřítomnosti v národní politice zastával Douglas vedoucí pozice v řadě významných společností jako BIL, ve které krátce působil jako výkonný předseda. Také působil jako generální ředitel mezinárodní poradenské firmy Roger Douglas Associates.  V letech 1992 až 1996 také zastával vedoucí pozice v rugbyovém týmu Auckland Warriors. 

## Ocenění a vyznamenání
V roce 1977 získal Douglas stříbrnou medaili královny Alžběty II. V roce 1990 pak obdržel Pamětní medaili Nového Zélandu. V rámci novoročních vyznamenání roku 1991 dostal vyznamenání Knight Bachelor za veřejné služby.

## Roger Douglas v Praze
V roce 1998 přijel Roger Douglas do Prahy na pozvání Liberálního institutu, od kterého obdržel výroční cenu „za přínos k rozvoji liberálního myšlení a naplňování idejí svobody, soukromého vlastnictví, konkurence a vlády zákona v praxi“. Tématem jeho výroční přednášky byla „Kritéria hodnocení úspěšné ekonomické reformy".

## Odkaz
Douglas a jeho politika byli a nadále zůstávají kontroverzními. Jeho příznivci tvrdí, že byl zodpovědný za omlazení novozélandské ekonomiky, jeho odpůrci zas, že Rogernomika způsobila mimo jiné obrovský nárůst nerovnosti mezi bohatými a chudými.
Helen Clark, pozdější premiérka Labouristické strany, odsoudila Rogernomiku jako „příšerné období“ a labouristy dovedla zpět k moci tím, že opustila její dědictví. Političtí analytici však naznačují, že paradigma nastolené za Rogernomiky výrazně nezměnila. Obecně platí, že vlády od 80. let 20. století udržovaly nebo posilovaly politiky prosazované Douglasem v letech 1984 až 1987, včetně nízké úrovně ochrany dovozu, „důvěryhodných“ měnových a fiskálních politik, deregulace finančních trhů a omezování dotací a dalších zásahů do ekonomiky.